# Cryptolabis (Cryptolabis) hilaris
Cryptolabis (Cryptolabis) hilaris is een tweevleugelige uit de familie steltmuggen (Limoniidae). De soort komt voor in het Neotropisch gebied.